# 牟田真司
牟田 真司（むた しんじ、1988年10月3日 - ）は、日本の元男子バレーボール選手である。

## 来歴
長崎県諫早市出身。兄の影響で中学1年生からバレーボールを始める。
大村工業高等学校、東亜大学を経て、2010/11シーズン、V・プレミアリーグ（当時のVリーグ1部リーグ）に所属するサントリーサンバーズの内定選手となった。
2011年、大学卒業後に、サントリーサンバーズに入団した。入団1シーズン目となる2011/12シーズンにV・プレミアリーグの試合に出場し、Vリーグデビューを果たした。
2013年、2012/13 V・プレミアリーグをもって現役を引退した。現役引退後は、チームの事務局に就任。2016/17シーズンよりチームマネージャーに就任。2018/19シーズンより再度、事務局を1シーズン務めた。

## 所属チーム
- 大村工業高等学校（2004-2007年）
- 東亜大学（2007-2011年）
- サントリーサンバーズ（2011-2013年）